# Klasztorówka
Klasztorówka (444 m) – niewybitny szczyt w masywie Grodziska (618 m) w Beskidzie Wyspowym. Odchodzi w północno-wschodnim kierunku od grzbietu łączącego Grodzisko z Cublą Górą (508 m) i jego stoki opadają do doliny Stradomki w miejscowości Dąbie. Tworzy grzbiet ograniczony dolinami dwóch potoków uchodzących do Stradomki; dolina potoku po północnej stronie oddziela go od szczytu Borek, w stokach opadających do doliny tego potoku znajdują się Wilcze Doły. Dolina potoku po południowej stronie oddziela Klasztorówkę od grzbietu wierzchołka 508 m. Klasztorówka jest całkowicie porośnięta lasem i nie prowadzi przez nią żaden znakowany szlak turystyczny.
Na szczycie Klasztorówki odkryto ruiny. Niektórzy sądzą, że są to ruiny dawnego grodu (czyli grodzisko), inni uważają, że prawdopodobnie są to ruiny średniowiecznego klasztoru benedyktynów i stąd być może pochodzi nazwa tego wzniesienia. Ale od bardzo dawna, inny, dużo większy klasztor istnieje do dzisiaj w pobliskim Szczyrzycu w Opactwie Cystersów w Szczyrzycu.

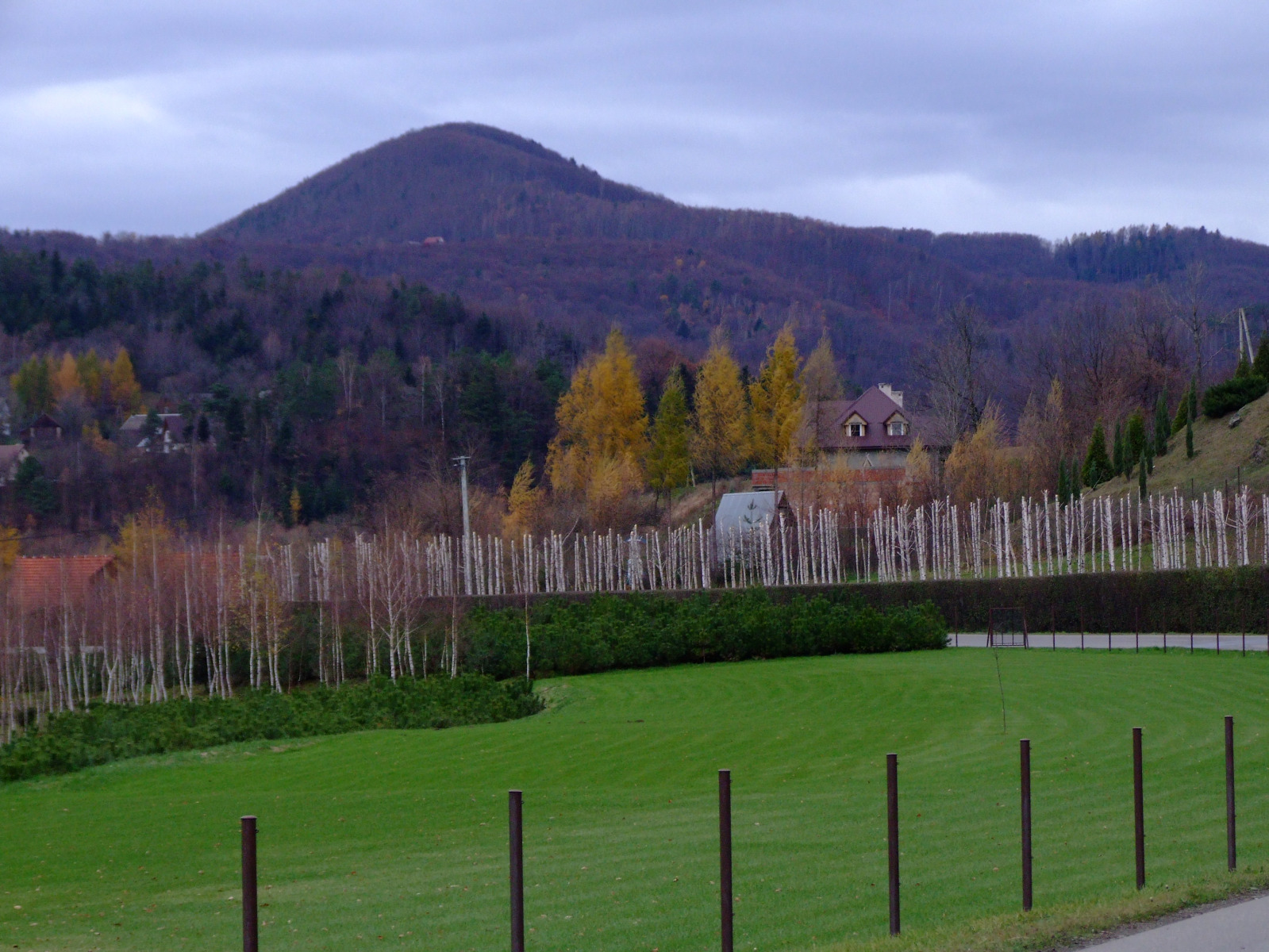
Widok na Grodzisko i Klasztorówkę ze Szczyrzyca